# Teofil Zaleski

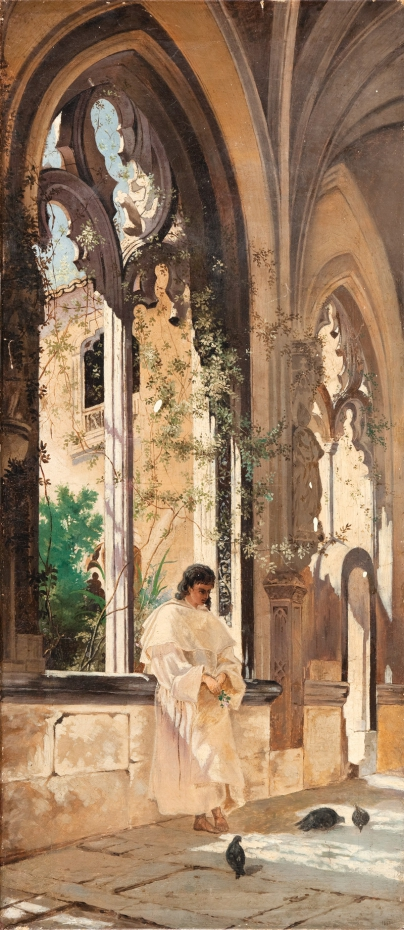
Mnich w wirydarzu 1887

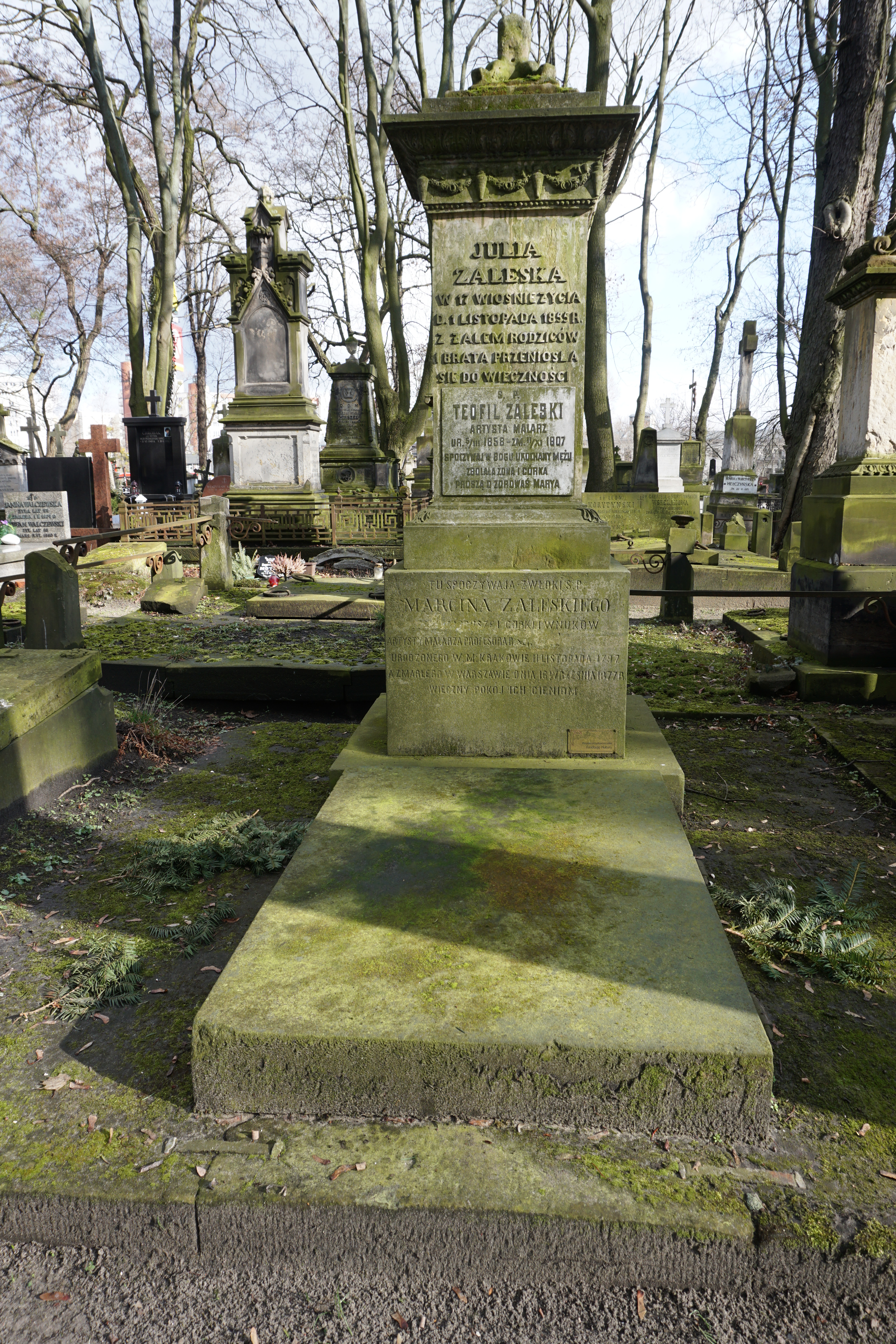
Grób Teofila Zaleskiego na cmentarzu Powązkowskim

Teofil Zaleski (ur. 5  marca 1858, zm. 11 listopada 1907) – polski malarz.
Był uczniem Feliksa Brzozowskiego (1836–1892). Wraz z nim i Kazimierzem Grodzickim (1858–1933) odbywał wiele podróży po Polsce, tworząc pejzaże.
W latach 1882–1887 uczestniczył w wystawach malarstwa Towarzystwa Zachęty Sztuk Pięknych w Warszawie. Zamieszkał na stałe w Opocznie. Odbywał podróże artystyczne do Kazimierza nad Wisłą, Opoczna, Ojcowa i Podlasia. Został pochowany na cmentarzu Powązkowskim w Warszawie (kwatera 158-6-26/27).